# Craig David
Craig Ashley David (* 5. května 1981 v Southamptonu) je anglický zpěvák R&B.

## Kariéra
Na počátku kariéry David spolupracoval s průkopníky UK Garage Artful Dodger, z čehož vznikla skladba Rewind, která se v roce 2000 stala v Británii velkým hitem a v tamních oficiálních singlových žebříčcích se dostala až na druhé místo. Hned další Davidův sólový singl Fill Me In se umístil dokonce až na vrcholu, což z Davida dělá nejmladšího sólového umělce, který měl singl na první příčce v anglických žebříčcích (bylo mu 19 let). Poté následovala řada dalších tří singlů (všechny se v Anglii dostaly do Top 10) z prvního alba Born To Do It, kterého se celosvětově prodalo kolem 7 milionů nosičů a které se stalo multi-platinové ve více než dvaceti státech světa.

## Diskografie

### Born To Do It
Úspěch debutového alba, které si napsal Craig David společně s Markem Hillem ze skupiny Artful Dodger, vedl k vydání pilotního singlu Fill Me In také v USA. I zde se jednalo o úspěch, když se dostal až na 15. místo v hitparádě Billboard Top 10. Po úspěchu singlu i v USA zde bylo vydáno celé album, které zaznamenalo nejlépe 11. místo v prodejních žebříčcích, prodalo se jej kolem 1 milionu nosičů. I následující dva singly z alba se dostaly v Billboard Top 10 vysoko (7 Days na 10. a Walking Away na 44. místě), zároveň to však byly poslední Craigovy singly, které se dostaly do elitní stovky.

### Slicker Than Your Average
Následující album, Slicker Than Your Average, bylo vydáno po dvou letech od debutu, v roce 2002 a bylo o něco méně úspěšné. Ani jeden z šesti singlů nebodoval v USA (přesto se album vyšplhalo až na číslo 32 v prodejních žebříčcích), avšak první čtyři byly v nejlepší desítce v Anglii. Top 10 přerušil až pátý singl z desky – World Filled With Love – který byl nejlépe 15.

### The Story Goes...
Třetí album bylo celosvětově vydáno v září roku 2005 (kromě USA, kde album nikdy nevyšlo). První singl, All The Way, se v Anglii umístil na 3. a druhý singl, Don't Love You No More na 4. místě v singlových žebříčcích.

### Trust Me
V roce 2007 David spolupracoval s rapperem Kanem. Jejich společná skladba This Is The Girl zaznamenala úspěch, když se v anglických žebříčcích dostala na 18. místo.
Prvním singlem z alba se stala skladba Hot Stuff (Let's Dance). Píseň byla ve Velké Británii v Top 10, kdežto album Trust Me bylo až na čísle 18. Další dva singly z alba se nedostaly ani do Top 30.

### Greatest Hits
David vydá jeho první Best Of album 24. listopadu roku 2008, rok po vydání čtvrté studiové desky. Jako součást propagace vydá David dva nové singly – Where's Your Love s rapperem Tinchy Stryderem a zpěvačkou Ritou Orou a taneční skladbu Insomnia.

### Alba
| Rok  | Název alba                                                                       | Umístění | Umístění | Umístění | Umístění | Umístění | Prodaných nosičů        |
| Rok  | Název alba                                                                       | UK       | US       | US R&B   | AUS      | ITA      | Prodaných nosičů        |
| ---- | -------------------------------------------------------------------------------- | -------- | -------- | -------- | -------- | -------- | ----------------------- |
| 2000 | Born To Do It - Vydáno: 20. srpna 2000 - Label: Atlantic Record / Wildstar       | 1        | 11       | 12       | 2        | 7        | Celosvětově: 7,000,000  |
| 2002 | Slicker Than Your Average - Vydáno: 11. listopadu 2002 - Label: Atlantic Records | 4        | 32       | 17       | 5        | 11       | Celosvětově: 4,000,000  |
| 2005 | The Story Goes... - Vydáno: 6. září 2005 - Label: Warner Music                   | 5        | —        | —        | 9        | 5        | Celosvětově: 2,500,000  |
| 2007 | Trust Me - Vydáno: 12. listopadu 2007 - Label: Warner Music / Sire Records       | 18       | —        | 58       | 59       | 19       | Celosvětově: 1,000,000+ |
| 2008 | Greatest Hits - Vydáno: 24. listopadu 2008 - Label: Warner Music / Sire          | TBR      | TBR      | TBR      | TBR      | TBR      | Celosvětově: TBR        |

### Singly
| Rok  | Singl                                                | Chart positions | Chart positions | Chart positions | Chart positions | Chart positions | Chart positions | Chart positions | Chart positions | Chart positions | Chart positions | Album                         |
| Rok  | Singl                                                | UK              | U.S. Hot 100    | U.S. R&B        | IRE             | AUS             | FRA             | ITA             | SWE             | NL              | GER             | Album                         |
| ---- | ---------------------------------------------------- | --------------- | --------------- | --------------- | --------------- | --------------- | --------------- | --------------- | --------------- | --------------- | --------------- | ----------------------------- |
| 1998 | "What You Gonna Do?" (with Artful Dodger)            | 2               | —               | —               | —               | —               | —               | —               | —               | —               | —               | It's All About the Stragglers |
| 1999 | "Rewind" (with Artful Dodger)                        | 2               | —               | —               | —               | —               | —               | —               | —               | 4               | —               | It's All About the Stragglers |
| 1999 | "Woman Trouble" (with Artful Dodger)                 | 6               | —               | —               | —               | —               | —               | —               | —               | 63              | —               | It's All About the Stragglers |
| 2001 | "Fill Me In"                                         | 1               | 15              | 19              | 7               | 6               | 34              | 29              | 28              | 5               | 37              | Born to Do It                 |
| 2001 | "7 Days"                                             | 1               | 10              | 52              | 3               | 4               | 19              | 7               | 21              | 6               | 22              | Born to Do It                 |
| 2001 | "Walking Away"                                       | 3               | 44              | 5               | 9               | 5               | 22              | 15              | 13              | 7               | 46              | Born to Do It                 |
| 2001 | "Rendezvous"                                         | 8               | —               | —               | 29              | 28              | 61              | 49              | —               | 56              | 86              | Born to Do It                 |
| 2002 | "What's Your Flava?"                                 | 8               | 104             | —               | 22              | 10              | 20              | 12              | 31              | 24              | 35              | Slicker Than Your Average     |
| 2002 | "Hidden Agenda"                                      | 10              | 119             | —               | —               | 24              | 70              | 20              | 49              | 28              | 65              | Slicker Than Your Average     |
| 2003 | "Rise & Fall" (feat. Sting)                          | 2               | —               | —               | 5               | 6               | 15              | 8               | 35              | 9               | 15              | Slicker Than Your Average     |
| 2003 | "Spanish"                                            | 8               | —               | —               | —               | —               | —               | —               | —               | 83              | —               | Slicker Than Your Average     |
| 2003 | "World Filled With Love"                             | 15              | —               | —               | —               | 32              | 83              | —               | —               | —               | 94              | Slicker Than Your Average     |
| 2003 | "You Don't Miss Your Water ('Til the Well Runs Dry)" | 43              | —               | —               | —               | 180             | —               | —               | —               | —               | —               | Slicker Than Your Average     |
| 2005 | "All The Way"                                        | 3               | —               | —               | 27              | 31              | 23              | 12              | 33              | —               | 38              | The Story Goes...             |
| 2005 | "Don't Love You No More (I'm Sorry)"                 | 4               | —               | —               | 30              | 49              | 45              | 35              | —               | —               | 37              | The Story Goes...             |
| 2006 | "Unbelievable"                                       | 18              | —               | —               | —               | 96              | —               | —               | —               | —               | —               | The Story Goes...             |
| 2007 | "This is the Girl" (Kano)                            | 18              | —               | —               | —               | —               | —               | —               | —               | —               | —               | Trust Me                      |
| 2007 | "Hot Stuff (Let's Dance)"                            | 7               | —               | —               | 19              | 29              | 15              | 18              | 10              | 37              | 37              | Trust Me                      |
| 2008 | "6 of 1 Thing"                                       | 39              | —               | —               | —               | —               | —               | —               | —               | —               | —               | Trust Me                      |
| 2008 | "Officially Yours"                                   | 158             | —               | —               | —               | —               | —               | —               | —               | —               | —               | Trust Me                      |
| 2008 | "Where's Your Love"                                  | 58              | —               | —               | —               | —               | —               | —               | —               | —               | —               | Greatest Hits                 |
| 2008 | "Insomnia"                                           | TBR             | TBR             | TBR             | TBR             | 89              | TBR             | TBR             | TBR             | TBR             | TBR             | Greatest Hits                 |